# Jidiš
Jidiš (יידיש, jidiš ali אידיש, idiš, dobesedno »judovski«) je različica stare visoke nemščine s hebrejskimi koreninami. Govorijo ga judovske skupnosti po svetu. Za razliko od drugih germanskih jezikov, ki uporabljajo latinico, se jidiš zapisuje s hebrejsko pisavo.
Jezik izvira iz aškenaške kulture, ki se je približno od 10. stoletja dalje razvila v Porenju in se nato razširila v srednjo in vzhodno Evropo ter sčasoma na druge celine. V najzgodnejših virih se jezik imenuje מאמע - לשון (lošn, dobesedno »materni jezik«). Velik del svoje zgodovine je bil jidiš prvi jezik Aškenazov. Vzhodni in zahodni jidiš se najizraziteje razlikujeta po tem, da vzhodno narečje vsebuje številne besede slovanskega izvora. Medtem ko ima zahodni jidiš danes malo govorcev, je vzhodni jidiš še vedno razširjen.
Jidiš je matični jezik večine hasidijskih skupnosti po svetu, zlasti pred 2. svetovno vojno pa so ga govorili med judovskimi skupnostmi v Evropi.